# 国民共和国卫队

國民共和國衛隊（義大利語：Guardia Nazionale Repubblicana，簡稱：GNR）是意大利社會共和國的憲兵部隊，於1943年成立，以取代卡賓槍騎兵和國家安全義勇軍。全盛時期有14萬名士兵。隨着意大利社會共和國的滅亡而瓦解。